# Adenissus
Adenissus is een insectengeslacht van halfvleugeligen uit de familie Caliscelidae. De wetenschappelijke naam van het geslacht werd voor het eerst geldig gepubliceerd in 1973 door Linnavuori.

## Soorten
- Adenissus baluchestanicus Dlabola, 1980
- Adenissus brachypterus Linnavuori, 1973
- Adenissus fuscus Gnezdilov, 2017
- Adenissus isinus Dlabola, 1980
- Adenissus riadicus Dlabola, 1985
- Adenissus zabolicus Dlabola, 1980
- Adenissus zahedanicus Dlabola, 1980